# The Gossip Columnist
The Gossip Columnist es un telefilme estadounidense de comedia y drama de 1980, dirigido por James Sheldon, escrito por Michael Gleason, musicalizado por Allyn Ferguson, a cargo de la fotografía estuvo Enzo A. Martinelli y el elenco está compuesto por Bobby Vinton, Robert Vaughn y Dick Sargent, entre otros. Este largometraje fue producido por Universal Television y se estrenó el 21 de marzo de 1980.

## Sinopsis
En el recorrido hacia su importante objetivo de escribir sobre política, una periodista se encarga de una sección que un colega dejó forzosamente.